# Japansk järnsparv
Japansk järnsparv (Prunella rubida) är en östasiatisk fågel i familjen järnsparvar inom ordningen tättingar.

## Kännetecken

### Utseende
Japansk järnsparv är en 14-16 centimeter lång och mörk järnsparv, i stort lik den europeiska järnsparven. Ovansidan är mörkt kastanjebrun kraftig brunsvart och blekare brun streckning. Den är grå på undersida, huvud (bortsett från brun hjässa och gråbrun nacke) samt ansikte, det senare dock "frostat" blekare grått. Flankerna och undergumpen är svagt streckade i rostrött. Den blågrå näbben är tunn och spetsig.

### Läten
Sången är en anspråkslös drill, i engelsk litteratur återgiven som "tsee-tsee syuu tsee-tsee-syuu", ofta levererad från ett pinjeträd. Bland lätena hörs ett tunt "tsuririri" eller "chiririri".

## Utbredning och systematik
Japansk järnsparv förekommer i södra Kurilerna i Ryssland samt i Japan. Den behandlas antingen som monotypisk eller delas in i två underarter med följande utbredning:
- Prunella rubida rubida – förekommer på södra Kurilerna, Shikoku och Hokkaido
- Prunella rubida fervida – förekommer på ön Honshu i Japan och övervintrar på Kyushu

## Levnadssätt
Japansk järnsparv häckar nära trädgränsen bland pinjeträd och täta rönnbuskar. Vintertid ses den i lövskog, ofta nära vattendrag, samt i snår och buskmarker. Den lever av ryggradslösa djur, framför allt vintertid även frön, som den födosöker efter huvudsakligen på marken, ofta under buskar och i undervegeationen. Fågeln häckar mellan maj och augusti och lägger två kullar. Liksom hos andra järnsparvar parar sig honan med flera hanar och två hanar kan ses mata samma ungar. Nordliga populationer är flyttfåglar, medan sydliga endast är höjdledsflyttare.

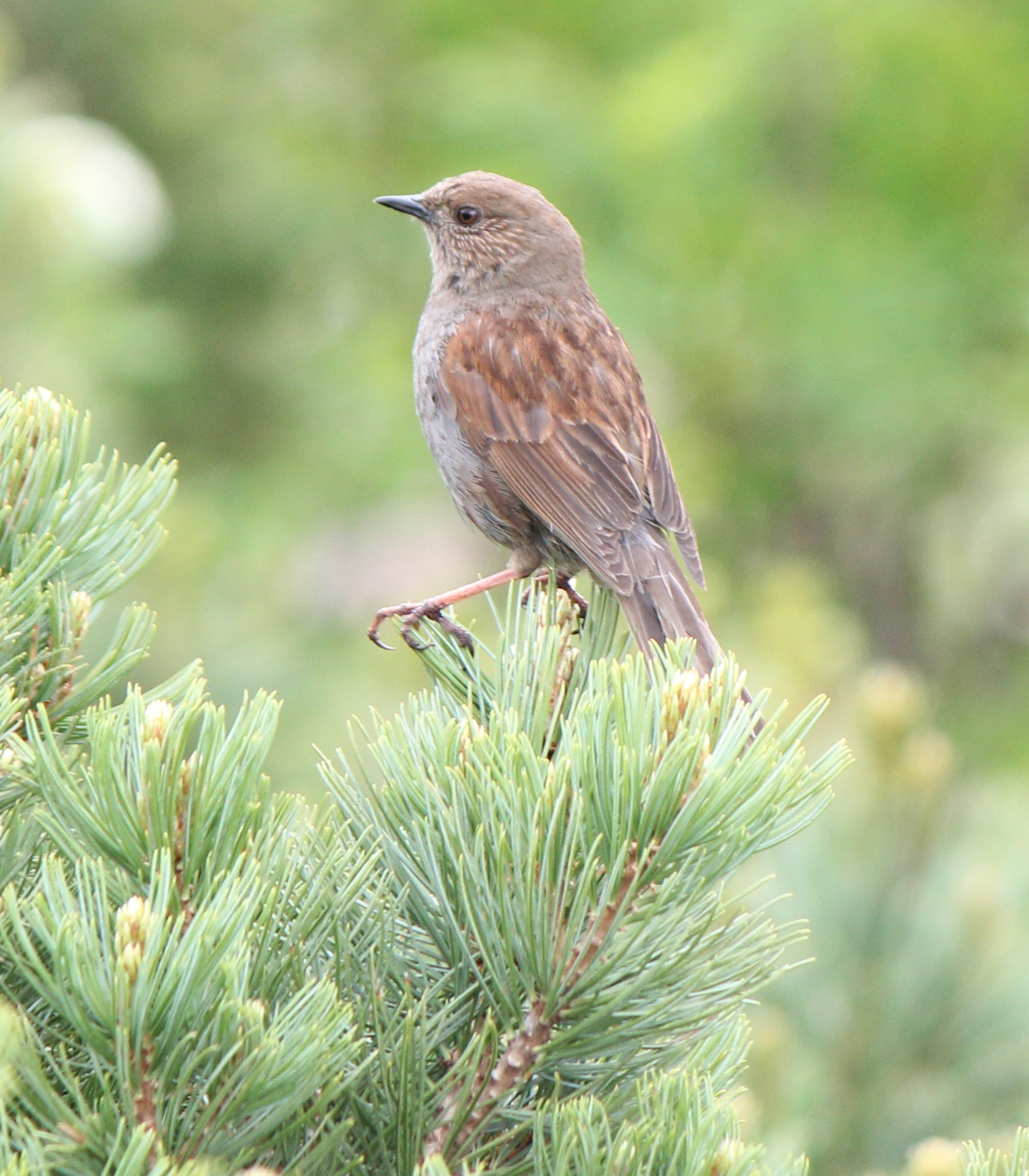
Japansk järnsparv i en dvärgtall.

## Status och hot
Arten har ett stort utbredningsområde, men tros minska i antal, dock inte tillräckligt kraftigt för att den ska betraktas som hotad. Internationella naturvårdsunionen IUCN listar arten som livskraftig (LC). Världspopulationen har inte uppskattats men den beskrivs som ganska vanlig.